# エルドル＝アン＝アンジュー
エルドル＝アン＝アンジュー （フランス語: Erdre-en-Anjou）は、フランス、ペイ・ド・ラ・ロワール地域圏、メーヌ＝エ＝ロワール県のコミューン。2015年12月28日に創設されたコミューンである。

## 歴史
ブラン・シュル・ロンゲネ、ジュネ、ラ・プエズ、ヴェルン・ダンジューの4つのコミューンが合併して誕生した。コミューン役場所在地はヴェルン・ダンジューに固定されている。